# 手冢奈绪
川村阳奈，原名手塚奈绪，是一名AV女優。